# Személyes háború
A Személyes háború (eredeti cím: Private War) 2018-ban bemutatott amerikai életrajzi háborús filmdráma, amelyet Matthew Heineman rendezett. A film Marie Brenner „Marie Colvin's Private War” című, a 2012-es Vanity Fairben megjelent cikke alapján készült. A főbb szerepekben Rosamund Pike, Jamie Dornan, Tom Hollander és Stanley Tucci látható.
A film világpremierje a 2018-as Torontói Nemzetközi Filmfesztiválon volt, az Egyesült Államokban pedig 2018. november 2-án került a mozikba. Magyarországon 2020. augusztus 8-án az HBO Go mutatta be. Általánosságban pozitív véleményeket kapott a kritikusoktól, akik dicsérték Pike alakítását.

## Cselekmény
Marie Colvin újságíróként dolgozik a The Sunday Times napilapnál. Munkája során a legveszélyesebb országokba látogat el, hogy beszámoljon a polgárháborúkról. 2001-ben egy Srí Lanka-i támadás következtében elveszíti bal szemét. Ennek következtében úgy döntött, hogy szemkötőt visel. Bár Colvinnál poszttraumás stresszbetegséget diagnosztizálnak, továbbra is új történetek után kutat. Főnökével, Sean Ryannel megbeszéli a konfliktusokat, amelyeket fel akar fedezni, többek között Irakot. Ott találkozik Paul Conroy fotóssal. Amikor nem utazik, Londonban él, ahol kapcsolatot kezd Tony Shaw-val.
2012 februárjában Colvin és Conroy úgy döntött, a szíriai Homsz városában zajló polgárháborúról tudósít. Ott 28 000 szíriai férfi, nő és gyermek került a kereszttűzbe. Miután Colvin és Conroy elküldi a történetüket a főnöküknek, Ryannek, Colvin elhatározza, hogy megjelenik a CNN hírcsatornán és így hívja fel a figyelmet a sok civil áldozatra. Miközben Marie, Paul és a Rémi Ochlik riporter elmenekül a médiaközpontként használt épületből, számos robbanás történik. Paul sérülten és sokkos állapotban ébred. Marie Colvint és Rémi Ochlikot, akiket a robbanások megöltek, a romhalmazok között találja.
A film a lerombolt Homsz városának képeivel zárul, majd a valódi Marie Colvin hangja hallható egy interjúból, valamint az idézet: „Soha nem jutsz el oda, ahová mész, ha elismered a félelmet”.
Marie Colvin és Rèmi Ochlik újságíró 2012. február 22-én haltak meg a szíriai Homszban. Paul Conroy súlyos sérülései ellenére továbbra is fotósként dolgozik. Colvin halála óta több mint 500 000 szíriai civilt öltek meg.

## Szereplők
| Szerep          | Színész          | Magyar hang            |
| --------------- | ---------------- | ---------------------- |
| Marie Colvin    | Rosamund Pike    | Németh Kriszta         |
| Paul Conroy     | Jamie Dornan     | Horváth-Töreki Gergely |
| Sean Ryan       | Tom Hollander    | Csankó Zoltán          |
| Rita Williams   | Nikki Amuka-Bird | Bognár Gyöngyvér       |
| Kate Richardson | Faye Marsay      | Sipos Eszter Anna      |
| David Irens     | Greg Wise        | Kőszegi Ákos           |
| Norm Coburn     | Corey Johnson    | Holl Nándor            |
| Tony Shaw       | Stanley Tucci    | Debreczeny Csaba       |
| Mourad          | Fady Elsayed     | Szatory Dávid          |

### Magyar változat
- Főcím: Bozai József
- Magyar szöveg: Boros Karina
- Hangmérnök: Farkas László
- Vágó: Kajdácsi Brigitta
- Gyártásvezető: Kincses Tamás
- Szinkronrendező: Lengyel László

A szinkront a Mafilm Audio Kft. készítette el.

## A film készítése
A filmet Jordániában és Londonban forgatták, és Robert Richardson volt az operatőr. A filmben Annie Lennox eredeti dala, a „Requiem for A Private War” szerepel.

## Bemutató
2018 februárjában az Aviron Pictures megvásárolta a film forgalmazási jogait. Világpremierje 2018. szeptember 7-én volt a 2018-as Torontói Nemzetközi Filmfesztiválon, európai premierje pedig a BFI London Filmfesztivál polgármesteri gáláján volt. Továbbá a Mill Valley-i Filmfesztiválon, a Hamptons Nemzetközi Filmfesztiválon és a Woodstocki Filmfesztiválon is bemutatták. A film 2018. november 2-án került a mozikba korlátozott számú mozikban, majd 2018. november 16-án országos forgalmazásba került. A Személyes háború 2019. február 15-én jelent meg az Egyesült Királyságban és Írországban.